# Cystobia chiridotae
Cystobia chiridotae is een soort in de taxonomische indeling van de Myzozoa, een stam van microscopische parasitaire dieren. Het organisme komt uit het geslacht Cystobia en behoort tot de familie Urosporidae. Cystobia chiridotae werd in 1925 ontdekt door Pixell-Goodrich.